# Comité national polonais (1917-1919)
Pour les articles homonymes, voir Comité national polonais.

Les membres du Comité national polonais. (Roman Dmowski est assis au centre.)

Le Comité National Polonais (en polonais Komitet Narodowy Polski) est une organisation politique polonaise formée le 15 août 1917 à Lausanne et transférée à Paris quelques jours après. Sa création marqua le début du service diplomatique polonais après l’interruption des partages. Son objectif fut la restauration de l'État polonais avec le soutien des pays de l'Entente (la France, la Russie et l’Angleterre). Le Comité, présidé par le chef du Parti national-démocrate Roman Dmowski, fut reconnu à la fin de la guerre par les gouvernements de la France, de la Grande-Bretagne, de l'Italie et des États-Unis comme un gouvernement polonais en exil et une représentation politique des intérêts polonais. Après le recouvrement de la souveraineté par la Pologne en 1918, ses membres formèrent le noyau de la délégation polonaise à la conférence de la paix à Paris. Le Comité fut officiellement dissous le 15 avril 1919 à la demande du Premier ministre et ministre des Affaires étrangères de la Pologne ressuscitée Ignacy Paderewski.  

## Histoire
Le Comité National Polonais fut créé pendant la Première Guerre mondiale afin de représenter les intérêts polonais auprès des pays Alliés de la Triple-Entente. Ce comité succéda à un premier Comité national polonais créé par Roman Dmowski en 1914 et composé alors des partis de droite et du centre. La raison directe de sa constitution fut le renversement du tsar par la révolution russe de 1917. Lorsque, en août 1917, la Russie révolutionnaire fit défection à ses alliés et conclut une paix séparée avec l’Allemagne, la France laissa au Comité la direction de l’armée polonaise "autonome, alliée et belligérante" en formation en France (Armée Bleue du général Józef Haller) et la protection consulaire des citoyens polonais dans les pays alliés. 
Parmi les membres du Comité figuraient : Roman Dmowski (son président), Ignacy Paderewski, Erazm Piltz, Stanisław Kozicki, Marian Seyda, Władysław Sobański, Maurycy Zamoyski et Jan Emanuel Rozwadowski. 
Le Comité fut officiellement reconnu par les gouvernements de la France (20 septembre 1917), de la Grande-Bretagne (15 octobre), de l'Italie (30 octobre) et des États-Unis (10 novembre) comme le gouvernement légitime de la Pologne. Il avait des bureaux de représentation en Belgique, en Italie, en Suède, au Brésil, au Royaume-Uni et aux États-Unis. 
Le 10 novembre 1918, Józef Piłsudski, le chef du Parti socialiste polonais et rival politique de Roman Dmowski, arriva à Varsovie et pris le haut commandement militaire, puis tous les pouvoirs civils en Pologne. Il confia ensuite la formation du gouvernement à Jędrzej Moraczewski, puis à Ignacy Paderewski. Ce dernier rallia tous les camps et organisa en janvier 1919 les premières élections législatives polonaises pour former une Constituante qui, un mois après, adopta la première Constitution de la Pologne indépendante. 
Bien qu'opposés par leurs passés et idées politiques, le chef du Comité polonais à Paris Roman Dmowski et le chef de l'État polonais à Varsovie Józef Piłsudski travaillèrent de concert à la reconstruction de l'État polonais. En janvier 1919, sur la base de leur accord politique, les partisans de Piłsudski : Kazimierz Dłuski, Leon Wasilewski, Michał Sokolnicki, Stanisław Patek, Antoni Sujkowski, Stanisław Thugutt, Medard Downarowicz, Herman Lieberman, Władysław Baranowski et Stanisław Hempel, rejoignirent le Comité de Dmowski à Paris, transformé en délégation polonaise à la conférence de la paix de Paris.
Le Comité National Polonais reconnut le gouvernement d'Ignacy Paderewski et se dissout le 15 avril 1919.